# جون إل. غريفيث
جون إل. غريفيث (بالإنجليزية: John L. Griffith)‏ هو لاعب كرة قاعدة أمريكي، ولد في 20 أغسطس 1877 في ماونت كارول في الولايات المتحدة، وتوفي في 7 ديسمبر 1944 في شيكاغو في الولايات المتحدة.

## وصلات خارجية
- جون إل. غريفيث على موقع الاتحاد الأمريكي لسباقات المضمار والميدان، قاعة المشاهير (الإنجليزية)